# Nijemo Kolo
Le Nijemo Kolo est une ronde dansée sans accompagnement musical du sud de la Croatie, dans l'arrière-pays dalmate. Ses symboliques sont notamment festives et romantiques. En 2011, l'élément « Le Nijemo Kolo, ronde dansée silencieuse de l'arrière-pays dalmate » a intégré la liste représentative du patrimoine culturel immatériel de l'humanité.

## Pratique
Le Nijemo Kolo (sud de la Croatie, arrière-pays dalmate) est une ronde dansée par des hommes comme des femmes. La description officielle de l'UNESCO qualifie cette danse de « spontanée ». Malgré la présence d'intermèdes musicaux introduisant ou concluant la danse, aucune musique n'est jouée pendant le temps de la ronde. Elle est effectuée à plusieurs occasions festives : foires, mariages, carnavals, et autres jours de fêtes, notamment célébrations de saints. Elle se danse avec des chaussons en cuir traditionnels, des onpanci. Il existe une diversité de pratiques, la ronde muette de Vrlik est la plus ancienne.

## Transmission et reconnaissance
En 2011, l'UNESCO inscrit cette danse sur la liste représentative du patrimoine culturel immatériel de l'humanité. D'après la description officielle, le Nijemo Kolo constitue une occasion de rencontre entre personnes. Il permet aussi, du fait des différences d'exécution entre villages, de marquer une identité villageoise. Initialement transmise de génération en génération, cette danse l'est, de nos jours, dans des clubs, de manière spontanée ou normalisée.